# Atomaire eenheden
Atomaire eenheden zijn natuurlijke eenheden, veel gebruikt in de atoomfysica. Het zijn eenheden waarin de voor de atoomfysica relevante natuurconstanten alle de waarde van het getal 1 hebben. Meer bepaald zijn dit de lading van het elektron, de massa van het elektron, de constante van Planck en de elektrische constante alle gelijk aan 1:
| Grootheid              | Eenheid |
| ---------------------- | --- |
| Lengte (L)             | {\displaystyle l_{A}={\frac {\hbar ^{2}(4\pi \epsilon _{0})}{m_{e}e^{2}}}={\hbar \over \alpha m_{e}c}}             |
| Massa (M)              | {\displaystyle m_{A}=m_{e}\ }                                                                                      |
| Tijd (T)               | {\displaystyle t_{A}={\frac {\hbar ^{3}(4\pi \epsilon _{0})^{2}}{m_{e}e^{4}}}={\hbar \over \alpha ^{2}m_{e}c^{2}}} |
| Elektrische lading (Q) | {\displaystyle q_{A}=e\ }                                                                                          |

{\displaystyle e=1\ }
{\displaystyle m_{e}=1\ }
{\displaystyle \hbar =1\ }
{\displaystyle k={\frac {1}{4\pi \epsilon _{0}}}=1}
Deze natuurlijke eenheden rekenen gemakkelijk, bijvoorbeeld: de bohrstraal is gelijk aan {\displaystyle a_{0}=5,29\cdot 10^{-11}\ {\textrm {m}}} in SI-eenheden, maar in atomaire eenheden is {\displaystyle a_{0}=1l_{A}}. Nog een voorbeeld: de lading van een heliumatoomkern is in {\displaystyle q_{\mathrm {He} }=3,2\cdot 10^{-19}\ \mathrm {C} } in SI-eenheden, maar {\displaystyle q_{\mathrm {He} }=2q_{A}} in atomaire eenheden. 
In atomaire eenheden is de fijnstructuurconstante
{\displaystyle \alpha ={e^{2}/4\pi \epsilon _{0}\hbar c}=1/c},  dus de lichtsnelheid is
{\displaystyle c={1 \over \alpha }\approx 137}.
De atomaire energie-eenheid {\displaystyle E_{h}} heet de hartree. Omdat de constante van Planck dimensie energie maal tijd heeft, {\displaystyle \hbar =1\cdot E_{h}t_{A}}, is
{\displaystyle E_{h}={\hbar  \over t_{A}}=\alpha ^{2}m_{e}c^{2}}.
De energieniveaus van het waterstofatoom zijn {\displaystyle E_{n}=-(1/2n^{2})\cdot E_{h}}.
De atomaire massa-eenheid is geen atomaire eenheid: zij wordt uitgedrukt in termen van de massa van een compleet atoom, en niet die van een elektron.